# Addicted to Music
Addicted to Music è il quarto album in studio del DJ tedesco ATB, pubblicato nel 2003.

## Tracce
1. In Love with the DJ
2. I Don't Wanna Stop
3. Everything Is Wrong
4. Long Way Home
5. We Belong
6. Gentle Melody
7. I Will Not Forget
8. Break My Heart
9. Sunset Girl
10. Do You Love Me
11. Peace = Illusion
12. Trilogy
13. Cabana Moon + Ruby